# Лабіопластика

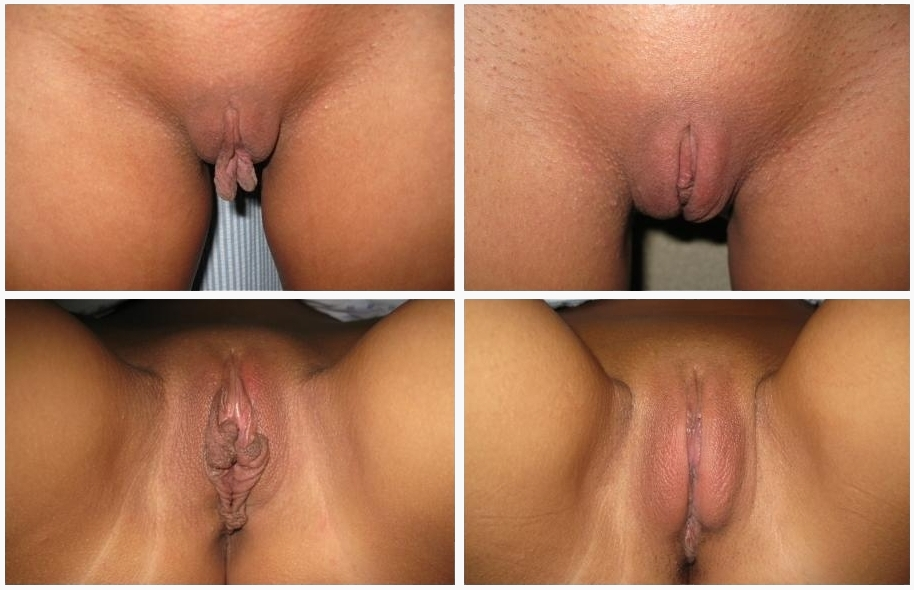
Результат лабіопластики разом зі зменшенням капюшона клітора

Лабіопла́стика — пластична операція, спрямована на усунення косметичних недоліків великих і малих статевих губ, що виникли в результаті травм. Цей вид хірургічного втручання найчастіше проводиться за естетичними показниками. Найчастіше з корекцією форми і розміру статевих губ проводять пластику клітора.

## Показання
- корекція розміру або обрисів внутрішніх статевих губ, які іноді помітно випирають за межі великих або асиметричних
- недорозвиненість і відсутність симетрії внутрішніх статевих губ
- надто довгі статеві губи
- обвисання статевих губ через атрофію тканин або вроджену

## Протипоказання
- запальні процеси жіночих геніталій
- захворювання венеричного походження